# Mahrusah
Mahrusah (tiếng Ả Rập: محروسة, cũng đánh vần Mahrousa) là một ngôi làng ở miền bắc Syria, một phần hành chính của Tỉnh Hama, nằm ở phía tây Hama. Các địa phương lân cận bao gồm Jubb Ram nhớ ở phía bắc, Hanjur và Asilah ở phía đông bắc, Maarin ở phía đông, Deir al-Salib ở phía đông nam, Rabu ở phía nam, Masyaf ở phía tây nam và Deir Mama và al-Laqbah ở phía tây. Theo Cục Thống kê Trung ương Syria, Mahrusah có dân số 6.579 người trong cuộc điều tra dân số năm 2004, khiến nó trở thành địa phương lớn nhất trong tiểu khu Jubb Rammus, bao gồm 20 địa phương với dân số tập thể là 39.814 trong năm 2004. Cư dân của nó chủ yếu là Alawites.